# Hennig Brand

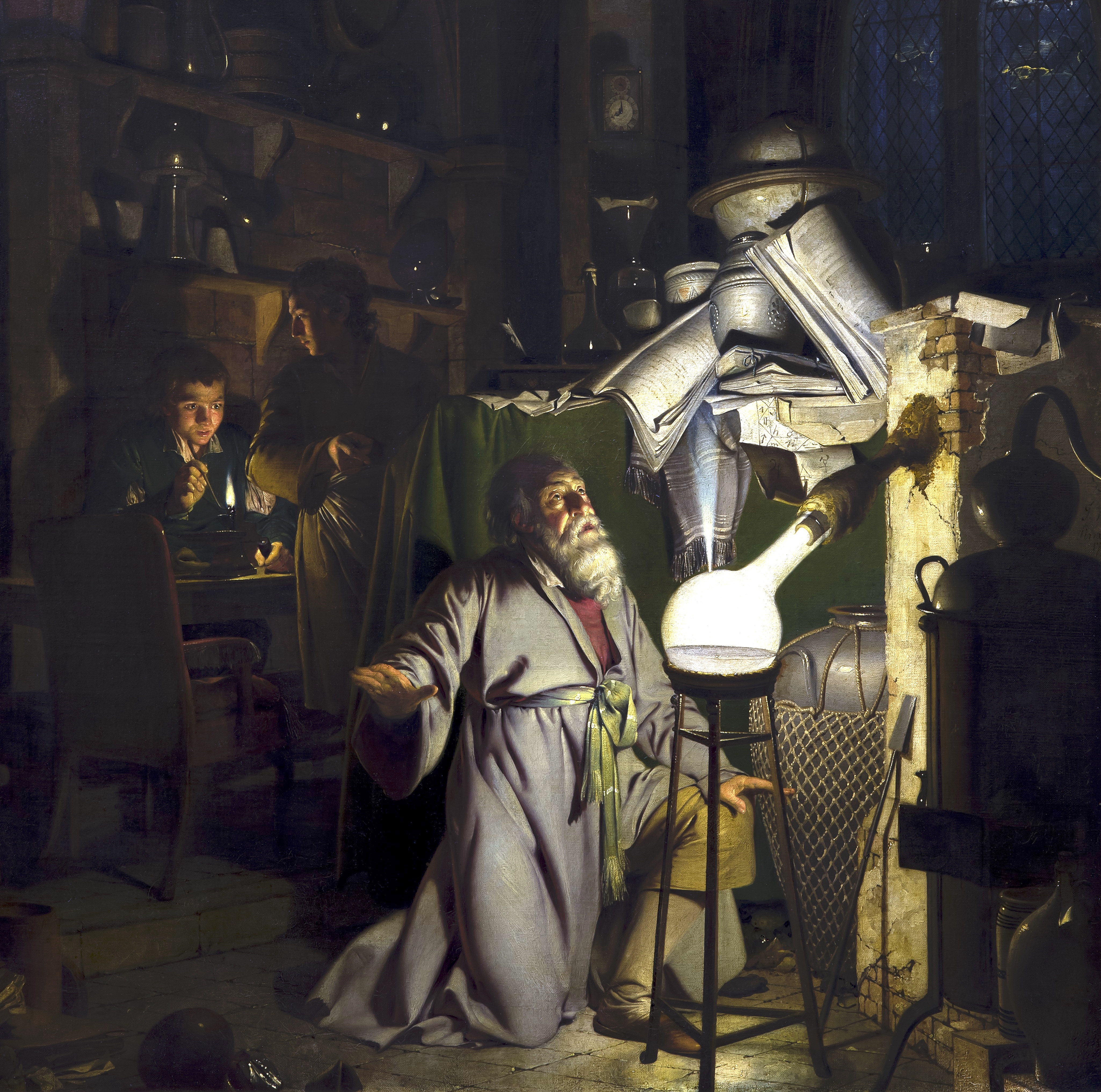
Der Alchemist auf der Suche nach dem Stein der Weisen (1771) von Joseph Wright of Derby, illustriert die Entdeckung des Phosphors durch Hennig Brand

Hennig Brand (* um 1630; † nach 1692) war ein deutscher Kaufmann und Alchemist in Hamburg. Er ist der Entdecker des Phosphors.

## Leben
Brand war Soldat (wahrscheinlich sogar Offizier) und verlegte sich in Hamburg auf alchemistische Experimente und, als das Vermögen seiner ersten Frau aufgebraucht war, auf den Handel mit Chemikalien und Medikamenten. Er soll auch (zu Unrecht) den Titel eines Dr. med. benutzt haben (er selbst konnte kein Latein, was damals für den Arztberuf Voraussetzung war). Aus erster Ehe hatte er als Witwer mindestens zwei Kinder. In zweiter Ehe heiratete er eine Witwe Margaretha, aus deren Briefen manches über ihn bekannt ist. Sie war ebenfalls wohlhabend und ihr Sohn, der Stiefsohn von Brand, half Brand im Labor. Das Geburtsdatum von Brand ist nicht bekannt, wahrscheinlich sind die 1620er Jahre, möglicherweise stammte er aus Hamburg. Es gibt unterschiedliche Angaben über seine soziale Herkunft (nach einigen Angaben wie einem Brief seiner Frau von 1678 kam er aus einem höheren Stand, nach anderen ging er in die Glasmacherlehre). Er wohnte in der Gegend des Michaelisplatzes.
Brand entdeckte 1669 in Hamburg beim Versuch, den Stein der Weisen zu finden, den (weißen) Phosphor und damit das erste Element in der Chemiegeschichte der Neuzeit (und das erste Element, dessen Entdecker namentlich bekannt ist). Er erhielt die weißliche, im Dunkeln selbstleuchtende Substanz durch Erhitzen von Urin, den er zu einem schwarzen Rückstand eintrocknen und mehrere Monate stehen ließ. Die Erhitzung erfolgte erst langsam und dann bei hoher Temperatur mit Sand mit anschließender Destillation. Der Phosphor schlug sich in einem Gefäß mit Wasser als weiße wachsartige Substanz nieder, wobei das Vorgehen wegen der Entzündbarkeit des Phosphors nicht ungefährlich war. Brand nannte es kaltes Feuer und die Substanz erhielt später einfach den Namen phosphorus (aus dem Griechischen für Lichtträger). Die Entdeckung war bald in Hamburg und darüber hinaus bekannt, da Brand mit der Demonstration und dem Verkauf Geld verdiente.
Über einen Freund aus Hamburg erfuhr auch der Alchemist und Chemiker Johannes Kunckel, der im Dienst des Kurfürsten von Sachsen stand und in Wittenberg lehrte, von der leuchtenden Substanz und besuchte Brand in Hamburg. Brand hatte seinen Phosphorvorrat zu der Zeit gerade verkauft, zeigte ihm die Substanz aber bei einem Kunden. Kunckel schrieb davon begeistert an seinen Alchemistenkollegen und Freund Johann Daniel Kraft in Dresden, der sich daraufhin hinter Kunckels Rücken direkt an Brand wandte und von ihm 1676 das Verfahren und dessen Vorrat an Phosphorproben für 200 Reichstaler abkaufte. Der darüber enttäuschte Kunckel polemisierte daraufhin gegen Brand und dessen vorgeblichen Doktortitel. Brand weigerte sich zwar, Kunckel das Verfahren mitzuteilen, dieser wusste aber, dass Urin eine Rolle spielte und kannte weitere Einzelheiten (z. B. sah er den Destillierapparat von Brand) und fand bald selbst durch Experimentieren heraus, wie man Phosphor herstellt, wenn auch zunächst nicht in der Qualität von Brand. Kunckel gab sich bei der Bewerbung beim Kurfürsten von Brandenburg selbst als Entdecker aus, schlug die Verwendung in der Medizin vor und schrieb ein Buch über Phosphor. Darin schreibt er auch, dass er die Versuche wegen der Gefährlichkeit aufgab.
Kraft pries den neuen Stoff als Träger des ewigen Feuers (ignis perpetuus) und man sah darin allgemein wie sein Entdecker ein alchemistisches Hilfsmittel zum Goldmachen. Kraft demonstrierte den Phosphor verschiedenen hohen Fürsten und bot ihn zum Verkauf. Gottfried Wilhelm Leibniz wurde dadurch – bei einer Demonstration Krafts in Hannover – auf Brand aufmerksam, besuchte ihn 1677 in Hamburg und erreichte im Auftrag des Herzogs von Braunschweig-Lüneburg Johann Friedrich, dass Brand gegen Bezahlung 1678 und 1679 nach Hannover kam, um Phosphor herzustellen und eine Manufaktur einzurichten. Brand, der eine große Familie zu versorgen hatte, wurde allerdings schlecht bezahlt (einmal brach er den Aufenthalt ab, um nachzuverhandeln) und blieb nicht lange in Hannover. Brand war damals sehr verärgert über seine Behandlung (auch von Seiten Krafts, der an den Fürstenhöfen hohe Summen mit Brands Entdeckung verdiente) und teilte dies auch Leibniz mit. Wegen Leibniz’ Versprechungen hatte er zuvor ein gutes Angebot von Johann Joachim Becher im Auftrag des Herzogs von Mecklenburg abgelehnt. Anscheinend verhinderte der Tod des Herzogs von Braunschweig-Lüneburg 1679 auch eine spätere vollständige Bezahlung. Erkrankt und enttäuscht kehrte er nach Hamburg zurück, wo sich seine Spuren verlieren. Er war nach Leibniz 1692 noch am Leben und Leibniz wusste noch 1710 (als er über die Entdeckung des Phosphors veröffentlichte) nichts von einem Ableben Brands. Leibniz verteidigt darin auch Brand gegen die Ansprüche von Kraft und Kunckel, selbst maßgebliche Anteile an der Entdeckung zu haben. Beide hatten im Gegensatz zu Brand sehr gut von dessen Erfindung profitiert.
Die Demonstration in Hannover trug wesentlich zur Verbreitung der Entdeckung bei. Auch anderen Chemikern wie Johann Joachim Becher, der Chemiker beim Herzog von Mecklenburg-Güstrow Gustaf Adolf war und Brand in Hamburg aufsuchte, war inzwischen die Herstellung gelungen und auch Robert Boyle, der zwar von Kraft davon erfuhr, aber behauptete, unabhängig darauf gekommen zu sein. Boyles Assistent Ambrose Godfrey Hanckwitz (1660–1741) wurde zu einem führenden Fabrikanten von Phosphor mit einem Monopol in London (und exportierte auch nach Europa). In Paris erfuhr man schon durch Ehrenfried Walter von Tschirnhaus (der es von Leibniz hatte) von der Methode Brands (das trug zur Aufnahme von Tschirnhaus in die Akademie bei). Es wurde in den Mitteilungen der Akademie und im Cours de Chymie von Nicolas Lémery (1683) veröffentlicht. Ganz klar war man sich über das genaue Vorgehen allerdings anscheinend nicht, denn die Pariser Akademie kaufte 1737 das Verfahren von einem Unbekannten. Es wurde in den Mitteilungen der Akademie 1737 durch Jean Hellot veröffentlicht, was die Methode allgemein allen europäischen Chemikern bekannt machte. Allerdings hatte selbst Hellot bei der Demonstration Schwierigkeiten und sie wurde nur von wenigen (wie Guillaume-François Rouelle) wiederholt.
Das typisch alchemistische Verfahren von Brand war kompliziert und wenig praktikabel und wurde aufgegeben, als 1769 Carl Wilhelm Scheele das Vorhandensein von Phosphor in Knochen entdeckte und so ein besseres Verfahren der Herstellung fand.